# Caio Narcio

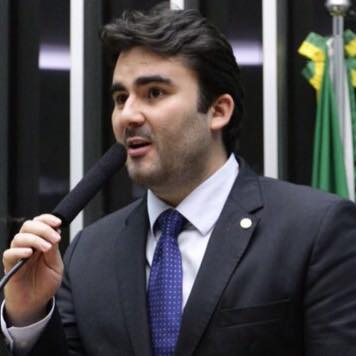
Caio Narcio (2015)

Caio Narcio, eigentlich Caio Narcio Rodrigues da Silveira, (* 21. August 1986 in Uberlandia, Brasilien; † 16. August 2020 in São Paulo, Brasilien), Mitglied des PSDB, war ein brasilianischer Abgeordneter im Bundesparlament für den Bundesstaat Minas Gerais von 2015 bis 2019.

## Leben und Wirken
Narcio, Sohn des ehemaligen Bundesabgeordneten Narcio Rodrigues da Silveira, studierte von 2006 bis 2011 an der Pontifícia Universidade Católica de Minas Gerais in Belo Horizonte Sozialwissenschaften und war der Landesjugendvorsitzende der Partei PSDB in Minas Gerais. 
Vom 1. Februar 2015 bis 31. Januar 2019 war er Abgeordneter des brasilianischen Bundesparlaments für den Bundesstaat Minas Gerais und Vorsitzender des Erziehungsausschusses. 

## Tod
Seit 2018 litt er unter einer gefährlichen Meningoenzephalitis, wegen der er auch im Krankenhaus behandelt wurde. Er starb am 16. August 2020 in einem Krankenhaus in São Paulo an den Folgen einer COVID-19-Infektion und hinterließ seine schwangere Frau. 